# District de Wuhou
Le district de Wuhou (武侯区 ; pinyin : Wǔhóu Qū) est une subdivision administrative de la province du Sichuan en Chine. Il est placé sous la juridiction de la ville sous-provinciale de Chengdu.